# Rolf Wüthrich
Rolf Wüthrich (4 september 1938 - juni 2004) was een Zwitsers voetballer die speelde als aanvaller.

## Carrière
Wüthrich startte zijn loopbaan bij FC Zürich waar hij speelde tot in 1961 dan trekt hij voor één seizoen naar Servette Genève in dat seizoen veroverd hij samen met zijn ploegmaats zijn enige landstitel. Vervolgens speelde hij voor Grasshopper en het Duitse 1. FC Nürnberg, waar hij telkens maar één seizoen bleef.
Van 1965 tot 1968 speelde hij voor BSC Young Boys zijn carrière eindigde bij FC Luzern.
Hij speelde dertien interlands voor Zwitserland waarin hij twee keer kon scoren. Hij maakte deel uit van de ploeg die deel nam aan het WK voetbal 1962 in Chili.

## Erelijst
- Servette Genève
  - Landskampioen: 1962